# Pod Zawianym Kaczorem
Pod Zawianym Kaczorem (ang. The Dirty Duck) – powieść kryminalna amerykańskiej pisarki Marthy Grimes, opublikowana w 1984, a w Polsce w 2010 w tłumaczeniu Anny Jarzębowskiej.

## Treść

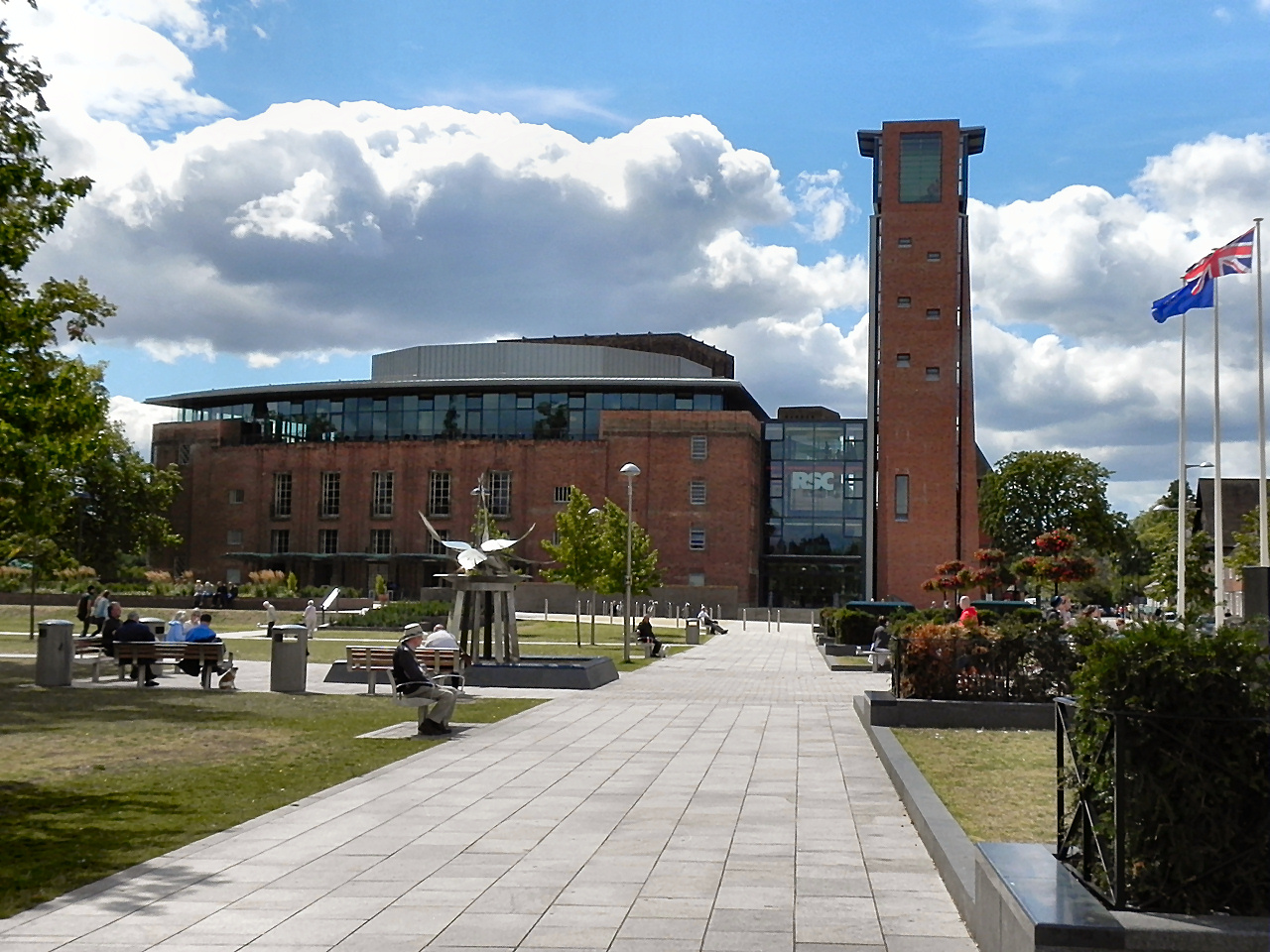
Teatr szekspirowski w Stratford - miejsce wielu zdarzeń w powieści

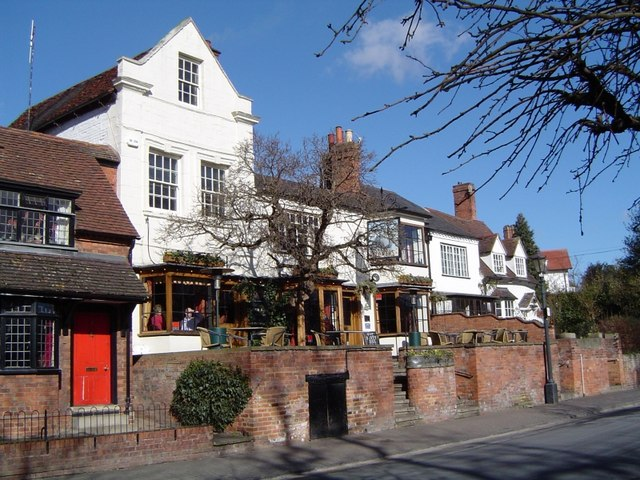
Tytułowy pub - The Dirty Duck

Jest czwartą powieścią cyklu, w którym występuje detektyw Richard Jury, inspektor New Scotland Yardu, wspomagany przez ekscentrycznego eks-hrabiego - Melrose'a Planta. W tej części akcja rozgrywa się w Stratfordzie - mieście Williama Szekspira, a wiele ze zdarzeń, w tym działania mordercy, nawiązują do dzieł tego artysty oraz do dokonań Christophera Marlowe'a, jak również do epoki i teatru elżbietańskiego. Jury przybywa do Stratfordu na prośbę swojego dawnego kolegi, miejscowego policjanta - Sama Lasky. Poszukuje on zaginionego chłopca Jamesa Farradaya, który przyjechał do Anglii z wycieczką amerykańskich turystów. Relacje rodzinne Farradayów są bardzo zagmatwane, a rodzina (macocha - Amelia Blue, przybrana siostra - Honey Belle i siostra - Penelopa) nie należy do zgodnych. W czasie prowadzonych działań dochodzi w mieście do zamordowania innej uczestniczki wycieczki - Gwendolyn Bracegirdle z Sarasoty na Florydzie. Z czasem zaczynają ginąć kolejne osoby - wszyscy brali udział w pechowej wycieczce. Szczególnie tajemniczą postacią jest Harvey Schoenberg, właściciel przenośnego komputera Ishi i zwolennik teorii spiskowej, według której to Szekspir zabił Marlowa.
Do Stratfordu przyjeżdża też Vivian Rivington, ukryta miłość Jury'ego, która jednak wyszła za mąż za Włocha. Na terenie miasta przebywa też amerykańska rodzina Planta - kuzynowie Biggetowie, zamieszkali na co dzień w stanie Wisconsin. Melrose robi wszystko, żeby tylko nie wejść im w drogę, gdyż uważa ich za prostaków i prymitywów.
Istotną rolę w powieści odgrywa wiersz Litania w czasie zarazy autorstwa Thomasa Nashe'a, przyjaciela i współpracownika Marlowe'a. Morderca pozostawia przy zwłokach poszczególne wersy z tego dzieła.
Tytuł nawiązuje do nazwy stratfordzkiego pubu - Pod Zawianym Kaczorem.